# Gora Alagordy
Gora Alagordy é uma montanha sobre a fronteira Cazaquistão-China, na cordilheira Tian Shan. A sua altitude máxima é 4622 m. Tem 2480 m de proeminência topográfica.